# Ha-202
Ha-202 — підводний човен Імперського флоту Японії, який був споруджений під час Другої світової війни.
Корабель належав до типу Ha-201, представники якого стали першими бойовими підводними човнами третього рангу у складі Імперського флоту за більш ніж чверть століття (після споруджених у часи Першої світової війни субмарин типу S1). Ці кораблі планували використовувати для оборони Японських островів (атаку на які відвернула лише капітуляція Японії).
Ha-202 спорудили на верфі ВМФ у Сасебо лише за два з половиною місяці до капітуляції. Він так і не встиг взяти участі у бойових, а у вересні 1945-го потрапив під контроль союзників. 1 квітня 1946-го човен затопили у Східнокитайському морі.